# Friedrich Bidlingmaier

Friedrich Bidlingmaier (1903)

Friedrich Bidlingmaier (* 5. Oktober 1875 in Lauffen am Neckar; † 23. September 1914 in Avocourt, Lothringen) war ein deutscher Geophysiker und Meteorologe.

## Leben
Bidlingmaier wurde als eines von sechs Kindern der Maria Bidlingmaier (geborene Wöhr) und ihrem Ehemann Christoph Bidlingmaier in Lauffen am Neckar geboren. Der Vater war Schulmeister, später Oberlehrer und Rektor der Volksschule in Lauffen, eine der Schwestern studierte Medizin, eine – Maria Bidlingmaier – Staatswissenschaften.
Nach dem Besuch der Evangelisch-Theologischen Seminare Maulbronn und Blaubeuren studierte Bidlingmaier Mathematik und Physik an der Universität Tübingen. 1900 folgte seine Promotion an der Universität Göttingen bei Woldemar Voigt, in welcher er einen geometrischen Beitrag zur Piezo-Elektrizität der Kristalle lieferte.
Schon zuvor war er Assistent am Physikalischen Institut der Technischen Hochschule Dresden, ab 1900 bildete er sich über erdmagnetische Messungen am Potsdamer Observatorium für erdmagnetische Messungen weiter.
Bidlingmaier wurde Mitglied der Gauß-Expedition, der ersten deutschen Südpolarexpedition, die von 1901 bis 1903 unter der Leitung von Erich von Drygalski stattfand. Dabei war er zuständig für Erdmagnetismus und Meteorologie. Bidlingmaier hatte ein Programm für meteorologische und geomagnetische Beobachtungen erarbeitet, nachdem die gleichzeitig stattfindenden Antarktisexpeditionen Schottlands unter William Speirs Bruce, Schwedens unter Otto Nordenskjöld, Argentiniens unter Horacio Ballvé und die British National Antarctic Expedition unter Robert Falcon Scott vergleichbare Daten sammelten.
1907 erfolgte seine Habilitation in Geophysik an der Universität Berlin, bis 1909 war er als Privatdozent der Geophysik in Berlin und an der RWTH Aachen tätig. Zwischen 1909 und 1912 arbeitete Bidlingmaier am kaiserlichen Marineobservatorium Wilhelmshaven. Ab 1912 war er Observator an der erdmagnetischen Station der Sternwarte München sowie Dozent mit Lehrauftrag für Geophysik an der Universität München.
Zu Beginn des Ersten Weltkrieges kam er als Hauptmann der Reserve zu einem Landwehrersatz-Regiment nach Ulm, welches Anfang September 1914 an die französische Grenze bei Verdun verlegt wurde. Bereits am 23. September 1914 wurde er in Avocourt schwer verwundet und wurde am 26. Oktober 1914 im Argonnerwald, wohin er sich verletzt geschleppt hatte, tot aufgefunden.
Das Kap Bidlingmaier an der Nordküste der Heard-Insel im südlichen Indischen Ozean trägt seinen Namen.

## Schriften
- Geometrischer Beitrag zur Piëzoelektrizität der Krystalle. Stein, Potsdam 1900
- mit Erich von Drygalski: Bericht über die wissenschaftlichen Arbeiten auf der Fahrt von Kapstadt bis zu den Kerguelen 27. Nov. 1901 bis 2. Jan. 1902 und die Thätigkeit auf der Kerguelen-Station bis 2. April 1902. (Veröffentlichungen des Instituts für Meereskunde und des Geographischen Instituts an der Universität Berlin, 2). Mittler & Sohn, Berlin 1902
- mit Erich von Drygalski: Die deutsche Südpolar-Expedition auf dem Schiff GAUSS unter der Leitung von Erich von Drygalski. Bericht über die wissenschaftlichen Arbeiten seit der Abfahrt von Kerquelen bis zur Rückkehr nach Kapstadt 31. Januar 1902 bis 9. Juni 1903 und die Tätigkeit auf der Kerquelen-Station vom 1. April 1902 bis 1. April 1903. (Veröffentlichungen des Instituts für Meereskunde und des Geographischen Instituts an der Universität Berlin, 5). Mittler und Sohn, Berlin 1903
- Zu den Wundern des Südpols. Erlebnisse auf der Deutschen Südpolar-Expedition 1901-1903. (Deutsche Jugend- und Volksbibliothek, 201). I. F. Steinkopf, Stuttgart 1905. 158 S.
- Der Kompaß in seiner Bedeutung für die Seeschiffahrt, wie für unser Wissen von der Erde. Meereskunde. Sammlung volkstümlicher Vorträge zum Verständnis der nationalen Bedeutung von Meer und Seewesen. 1, 3, Mittler, Berlin 1907 (Digitalisat)
- mit Erich von Drygalski: Der Doppelkompass, seine Theorie und Praxis. (Erdmagnetismus 1, H. 1). Reimer, Berlin 1907
- Ebbe und Flut. (Meereskunde, 2,5). Mittler, Berlin 1908
- mit Erich von Drygalski: Erdmagnetische Seebeobachtungen und anschliessende Untersuchungen. II. Teil Deklination. (Erdmagnetismus 1, H. 2). Reimer, Berlin 1911
- mit Erich von Drygalski: Erdmagnetismus. (Deutsche Südpolar-Expedition 1901–1903 / i. A. des Reichsministeriums des Innern hrsg. von Erich von Drygalski, Atlas). Vereinigung wissenschaftlicher Verleger [u. a.], Berlin 1912
- mit Fritz Bartels und Julius Bartels: Erdmagnetische Variations-Beobachtungen auf der Gauss-Station in der Antarktis 1902 – 1903. (Deutsche Südpolar-Expedition 1901–1903, Bd. 6, H. 4). De Gruyter, Berlin und Leipzig 1924
- Zum ewigen Eise des Südpolar-Kontinents. Bilder von der deutschen Südpolar-Expedition. Von Dr. F. Bidlingmaier. Mit 24 Bildern nach Original-Photographien. In: Deutsches Mädchenbuch, Thienemanns Verlag Stuttgart, Bd. 14 (?), S. 183–204